# Млыновецкий сельский совет (Зборовский район)
Млыновецкий сельский совет (укр. Млиновецька сільська рада) — входит в состав
Зборовского района
Тернопольской области
Украины.
Административный центр сельского совета находится в
с. Млыновцы.

## История
- 1939 — дата образования.

## Населённые пункты совета
- с. Млыновцы
- с. Грабковцы
- с. Кудобинцы
- с. Присовцы
- с. Тустоголовы